# Global Times
Il Global Times (cinese semplificato: 环球时报; cinese tradizionale: 環球時報; pinyin: Huánqiú Shíbào) è un tabloid quotidiano cinese prodotto dal quotidiano ufficiale del Partito Comunista Cinese, il Quotidiano del Popolo; esso si concentra, tuttavia, sulle faccende internazionali.

## Storia
Fondato inizialmente come pubblicazione in lingua cinese nel 1993, la sua edizione inglese è stata lanciata il 20 aprile 2009 come parte della campagna cinese per competere con i media internazionali, campagna del costo di 45 miliardi di renminbi (6,6 miliardi di dollari).
Mentre l'edizione cinese del quotidiano si concentra fortemente sulle faccende internazionali, la versione inglese si occupa per lo più di riportare le novità e gli eventi domestici della Repubblica popolare cinese.
Hu Xijin, l'editore capo del quotidiano, aveva inizialmente previsto una perdita di 20 milioni di renminbi nel primo anno di pubblicazione.
L'edizione inglese del quotidiano ha lanciato anche due sezioni locali nelle principali metropoli cinesi, Metro Beijing a settembre 2009 e Metro Shanghai ad aprile 2010, allo scopo di fornire informazioni locali più dettagliate ai lettori specifici.
Il Global Times ha lanciato la sua edizione americana il 20 febbraio 2013. È il primo quotidiano cinese a lanciare un'edizione americana simultaneamente in cinese e inglese.  L'edizione americana ha 24 pagine nella sua versione inglese e 16 pagine nella sua versione cinese.

## Presa di posizione editoriale
Sebbene la versione cinese del quotidiano sia stato accusato di avere una forte inclinazione pro-governativa, e di attrarre lettori fortemente nazionalisti, la versione inglese ha un approccio politico meno esplicito.

## Accuse di "astroturfing"
Secondo Richard Burger, ex-editore del Global Times, sulla scia dell'arresto di Ai Weiwei, allo staff cinese del quotidiano era stato ordinato di condurre una campagna di "astroturfing" contro Ai Weiwei, in favore della critica del governo che accusava Ai di essere un maverick.